# Метод Чохральского
Ме́тод Чохра́льского — метод выращивания монокристаллов путём вытягивания их вверх от свободной поверхности большого объёма расплава с инициацией начала кристаллизации путём приведения затравочного кристалла (или нескольких кристаллов) заданной структуры и кристаллографической ориентации в контакт со свободной поверхностью расплава.

Схема метода Чохральского.

Может использоваться для выращивания кристаллов простых веществ и химических соединений, устойчивых при температурах плавления-кристаллизации.
Метод наиболее известен применительно к выращиванию монокристаллического кремния и монокристаллического германия.
За время промышленного использования (начиная с 1950-х годов) были разработаны различные модификации метода Чохральского. Так, для выращивания профилированных кристаллов используется модификация метода Чохральского, называемая методом Степанова. Модификация наиболее известна применительно к выращиванию монокристаллов сапфира и кремния.
В иностранной литературе для обозначения материалов, полученных методом Чохральского, а также для самого технологического процесса и оборудования, используемого для выращивания слитков этим методом, используется аббревиатура «CZ» (от англ. CZochralski Zone — ср. с FZ — Float Zone). Например: англ. «CZ-puller» или нем. «Die Ofen für CZ-Kristallzuechtung» установка для выращивания материала методом Чохральского), «CZ-ingot» (кристалл, выращенный методом Чохральского) и т. д.

## История
Метод был разработан польским химиком Яном Чохральским и первоначально использовался им для измерения степени кристаллизации металлов (таких как олово, цинк, свинец).
По некоторым непроверенным сведениям, Чохральский открыл свой знаменитый метод в 1916 году, когда случайно уронил свою ручку в тигель с расплавленным оловом. Вынимая ручку из тигля, он обнаружил, что вслед за металлическим её пером тянется тонкая нить твёрдого олова. Заменив перо ручки микроскопическим кусочком металла, Чохральский убедился, что образующаяся таким образом металлическая нить имеет монокристаллическую структуру. В экспериментах, проведённых Чохральским, были получены монокристаллы размером около одного миллиметра в диаметре и до 150 см длиной.
Чохральский изложил суть своего открытия в статье «Новый метод измерения степени кристаллизации металлов», опубликованной в немецком журнале «Zeitschrift für Physikalische Chemie» (1918).
В 1950 сотрудники американских Лабораторий Белла Гордон Тил и Джон Литтл использовали метод Чохральского для выращивания монокристаллов германия высокой чистоты, положив тем самым начало использованию метода Чохральского для промышленного производства монокристаллических полупроводниковых кристаллов, который в то время использовался главным образом для производства транзисторов.

## Характеристики метода
Метод относят к тигельным, поскольку при выращивании используются контейнеры из материалов, устойчивых к расплаву и защитной атмосфере установки. При выращивании кристаллов из тигля происходит загрязнение расплава материалом тигля (так для кремния, выращиваемого из кварцевого тигля, главными загрязняющими элементами являются содержащиеся в кварцевом стекле кислород, бор, фосфор, алюминий, железо).
Метод характеризуется наличием большой открытой площади расплава, поэтому летучие компоненты и примеси активно испаряются с поверхности расплава. Соответственно, содержанием летучих легирующих компонентов управляют, изменяя давление и/или состав атмосферы в ростовой установке. Так, к примеру, с поверхности расплава кремния, выращиваемого из кварцевого тигля, активно испаряется монооксид кремния — SiO, образующийся при растворении материала тигля. Концентрация кислорода и равномерность её распределения в готовом слитке являются важными параметрами, поэтому давление и скорость протока над расплавом аргоновой защитной атмосферы, в которой слитки кремния выращивают с 70-х годов XX века, обычно подбирают экспериментально и регулируют в течение всего процесса.
Для обеспечения более равномерного распределения температуры и примесей по объёму расплава затравочный кристалл и нарастающий на нём монокристалл и тигель с расплавом вращают, причём обычно в противоположных направлениях. Несмотря на это, вращения в заведомо неоднородном тепловом поле всегда приводят к появлению на поверхности слитка неглубокой винтовой нарезки. Более того, в случае неблагоприятных условий роста, помимо винтовой нарезки, на поверхности сам слиток может расти в форме штопора (коленвала). Аналогичная картина и с распределением примесей: несмотря на вращения, вдоль фронта кристаллизации всегда остаётся неподвижная область расплава переменной толщины, в которой внедрение компонентов расплава в выращиваемый монокристалл (например, примесей) осуществляется медленно, исключительно за счёт диффузии. Это обусловливает неравномерность распределения компонентов расплава по диаметру слитка (по сечению). Дополнительным фактором, оказывающим влияние на распределение примесей по сечению, являются устойчивые и не устойчивые турбулентные вихри в расплаве при выращивании слитков большого диаметра.
Для реализации метода необходим большой объём расплава, который по мере роста слитка постепенно уменьшается за счёт формирования тела кристалла. При росте кристалла на фронте кристаллизации постоянно происходит оттеснение части компонентов в расплав. Расплав постепенно обедняется компонентами, имеющими большее сродство к кристаллической структуре выращиваемого кристалла, и обогащается компонентами, имеющими меньшее сродство при росте кристалла.
По мере роста концентрации компонента в расплаве его концентрация повышается и в кристалле, поэтому распределение компонентов по длине слитка неравномерно (для кристаллов кремния характерно повышение концентраций углерода и легирующих примесей к концу слитка). Кроме того, при уменьшении объёма расплава уменьшается площадь контакта расплава с материалом тигля, что уменьшает поступление загрязнений из тигля в расплав (в случае кремния кислород из тигля непрерывно поступает в расплав и затем испаряется с поверхности в виде монооксида кремния; в результате из-за уменьшения площади контакта расплава и тигля концентрация кислорода в слитке уменьшается от начала слитка к его концу).
Выращивание кристалла идёт со свободной поверхности расплава, не ограничивается стенками контейнера (тигля), поэтому кристаллы, полученные методом Чохральского, менее напряжены, чем кристаллы, полученные другими тигельными методами. Форма кристалла близка к цилиндрической, но при этом проявляются искажения, определяемые тепловыми условиями выращивания, скоростью вытягивания, кристаллической структурой и кристаллографической ориентацией выращиваемого слитка. Так, бездислокационные слитки кремния, выращиваемые в ориентации [111], всегда имеют выраженную огранку, то есть на цилиндре, как правило, формируется одна чёткая грань, как если бы с цилиндра срезали сегмент высотой до 1/6 диаметра слитка, и две нечётких грани, как если бы с цилиндра срезали сегмент высотой в несколько миллиметров. Бездислокационные слитки кремния, выращиваемые в направлении [100], при значительном переохлаждении стремятся приобрести выраженную квадратную огранку, причём, снижение скорости вытягивания способствует проявлению огранки. Чрезмерное повышение скорости вытягивания и/или переохлаждение расплава нередко приводят к тому, что слиток приобретает более или менее винтообразную форму (твистинг).
Инициация процесса выращивания производится путём введения в расплав затравочного кристалла необходимой структуры и кристаллографической ориентации. При смачивании затравки расплавом из-за поверхностного натяжения в жидкости на поверхности затравочного кристалла сначала образуется тонкий слой неподвижного расплава. Атомы в этом слое выстраиваются в упорядоченную квазикристаллическую решётку, продолжающую кристаллическую решётку затравочного кристалла. Таким образом, выращиваемый слиток получает ту же кристаллическую структуру, что и исходный затравочный кристалл.

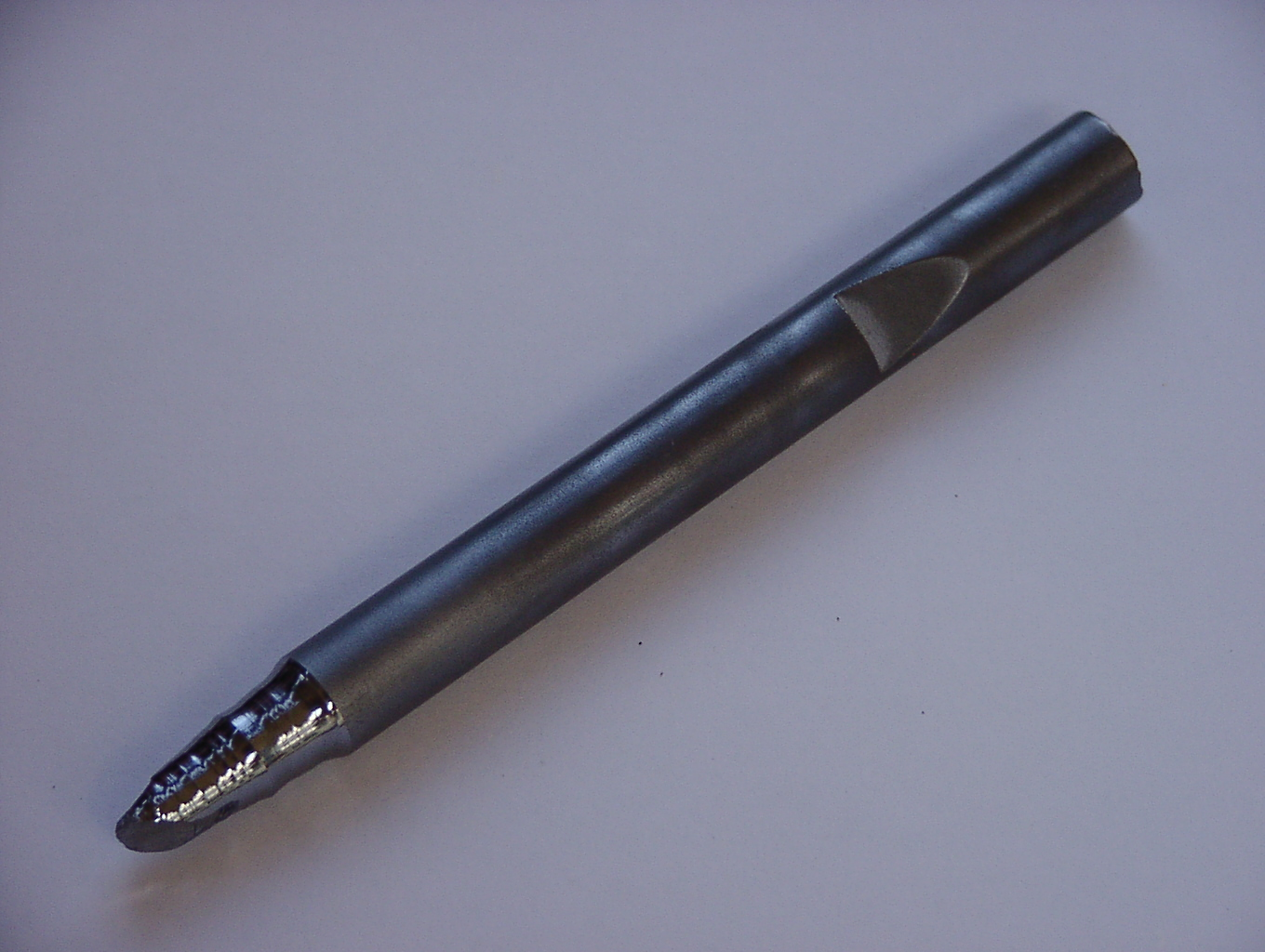
Круглый затравочный кристалл кремния с фрагментом начала оттяжки

Кварцевый тигель, заполненный дроблёным кремнием

Начальная стадия выращивания цилиндрической части монокристалла кремния в направлении (100)

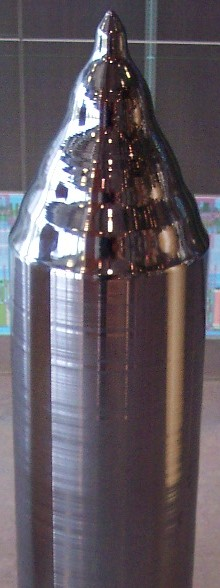
Монокристалл кремния, выращенный по методу Чохральского

## Этапы метода
1. Приготавливается навеска шихты и помещается в контейнер (тигель). В случае больших навесок (десятки и сотни килограмм) навеску стараются формировать из небольших кусочков (от 10 до 50 мм), чтобы исключить разрушение контейнера и выплёскивание части расплава: при плавлении твёрдые куски, остающиеся в верхней части навески, в какой-то момент начинают проседать и падать в расплав. Формирование навески из более мелких фракций навески нецелесообразно, поскольку, не достигая температуры плавления, частицы могут спекаться, образуя массивное тело. Особенно небезопасным может быть плавление мелкоизмельчённых многокомпонентных навесок, поскольку в зонах контакта частиц могут образовываться спайки.
2. При необходимости в установке создаётся атмосфера с необходимыми параметрами (для монокристаллического кремния — это нейтральная аргоновая атмосфера с давлением не более 30 Торр).
3. Навеска шихты расплавляется, при этом подвод энергии ведётся преимущественно снизу и с боков контейнера. Это связано с тем, что при оплавлении навески сверху вниз расплавленный материал будет стекать вниз и кристаллизоваться на более холодной шихте с риском разрушения стенок контейнера.
4. Выставляется такое положение уровня расплава относительно нагревателя, при котором создаются необходимые условия для начала кристаллизации исключительно в центре расплава вблизи от его поверхности. Строго говоря, классический метод Чохральского, применительно к выращиванию слитков кремния диаметром свыше 50 мм, имеет ещё одну зону локального переохлаждения вблизи зоны контакта трёх фаз (расплав-тигель-атмосфера), однако, в отсутствие затравочных центров, кристаллизация в этой области не начинается. При этом в ростовой установке возникают (определяемые конструкцией теплового узла) квазистационарные условия с определённым градиентом температурного поля, обеспечивающим возникновение и поддержание устойчивых ламинарных потоков расплава. Отмечено, что на кристаллах больших диаметров, помимо ламинарных перемешивающих потоков в объёме расплава, вблизи фронта кристаллизации дополнительно формируется некоторое нечётное количество турбулентных вихрей, отвечающих за неравномерность распределения примесей в зоне формирования. В дальнейшем необходимые условия обеспечиваются, в основном, поддержанием постоянства положения уровня расплава относительно нагревателя.
5. Система выдерживается в таком состоянии для стабилизации потоков и распределения температуры в системе. Для кремния по разным данным время выдержки может составлять от 15 минут до нескольких часов. Выдержка может проводиться как пассивно (собственно выдержка), так и активно — сопровождаясь активным изменением режимных параметров процесса.
6. Жёсткая или гибкая подвеска (зависит от производителя оборудования) с закреплённым на ней затравочным кристаллом необходимой структуры и ориентации опускается вниз, затравочный кристалл приводится в контакт с поверхностью расплава и выдерживается там для прогрева и оплавления зоны контакта. Если зона контакта не была полностью оплавлена до начала роста, то, во-первых, возможно получение кристалла ненадлежащей структуры или ориентации, а также в дальнейшем может произойти разлом по недоплавленному месту и падение слитка в расплав.
7. Начинается вытягивание затравочного кристалла вверх в холодную зону. В ходе вытягивания сначала формируется цилиндр диаметром в несколько миллиметров — продолжение затравочного кристалла, особенно важное при выращивании бездислокационных кристаллов. Диаметр оттяжки может быть неизменен по длине, хотя некоторые производители делают его ступенчатым. Диаметр финальной части призатравочного цилиндра стараются сделать минимальным (с учётом её прочности на разрыв и имеющихся возможностей по коррекции малого диаметра). Длина цилиндра для кристаллов из различных материалов, при различных требованиях по структуре и ориентации смогут колебаться от нескольких миллиметров до нескольких сотен миллиметров.
8. Затем за счёт снижения температуры и скорости вытягивания диаметр призатравочного цилиндра увеличивают до необходимой величины, после чего вытягивают цилиндр максимально возможной длины. При этом предусматривается оставление некоторого запаса расплава для финишных операций процесса роста. В случае вытягивания кристаллов большого веса некоторые производители формируют утолщения в верхней части кристалла, предназначенные для работы поддерживающих устройств. Такие устройства обычно устанавливаются на ростовые установки с жёсткой подвеской затравочного кристалла.
9. Перед завершением процесса за счёт увеличения температуры расплава и за счёт некоторого увеличения скорости вытягивания диаметр кристалла постепенно уменьшают (длина формируемого конуса для слитков кремния диаметром более 300 мм и более может достигать 2 диаметров).
10. После завершения конуса и исчерпания остатков расплава производится отрыв слитка от расплава и постепенное охлаждение слитка до заданной температуры при некоторых условиях.

Все режимные параметры каждого из этапов процесса являются, как правило, ноу-хау конкретного производителя.

## Модификации метода
Разработано несколько модификаций метода.
1. Метод Чохральского с использованием плавающего тигля. Целью метода является получение более равномерного распределения примесей по длине и сечению кристалла за счёт контролируемого поступления примесей из внешней части расплава. Существует множество размеров и конструкций плавающих тиглей, в том числе, защищённых патентами. Конструктивно метод реализуется путём введения в основной тигель с расплавом тигля меньшего размера, выделяющего малый объём расплава, из которого и производится выращивание целевого кристалла. Малый объём расплава сообщается с основным объёмом расплава таким образом, чтобы обеспечить приток дополнительных порций расплава извне взамен пошедших на формирование целевого кристалла, при этом смешивание обоих объёмов и, соответственно, изменение стабилизировавшихся концентраций примесей в малом объёме должно быть исключено.
2. Метод Чохральского с подпиткой. Цель метода заключается в увеличении производительности установок выращивания за счёт непрерывного пополнения объёма расплава, расходуемого на формирование тела целевого кристалла. Возможны 2 основных аппаратных реализации метода: подпитка постепенным расплавлением в периферической области тигля (или вне плавающего тигля) поликристаллического стержня; подпитка подачей вне плавающего тигля гранулированного или дроблёного поликристаллического кремния. Попутно метод позволяет достичь более равномерного распределения примесей по длине кристалла.
3. Метод Чохральского с промежуточными дозагрузками. Цель метода заключается в увеличении производительности установок выращивания и снижении издержек за счёт повторного использования контейнеров (тиглей) и за счёт сокращения времени на обслуживание между процессами, герметизацию и создание защитной атмосферы. Суть метода: готовые кристаллы выводятся из установки с использованием шлюзовых устройств, а вместо них в тигель досыпается следующая порция шихты для расплавления и выращивания следующего слитка.
4. Метод Чохральского с использованием пьедестала. Суть метода: в расплав в соответствующей футеровке вводится плоский нагревательный элемент, снабжённый температурными датчиками, распределёнными по площади элемента. Элемент вводится в расплав на глубину 15-30 мм в зону, где будет выращиваться слиток. В ходе роста контролируется распределение температуры по площади элемента и подаётся питание на соответствующие зоны нагревательного элемента для обеспечения «правильного» распределения температур вблизи фронта кристаллизации. Метод позволяет снизить вероятность возникновения нарушений роста кристалла, но дополнительно загрязняет кристалл материалом футеровки, выравнивает распределение примесей по сечению кристалла.

## Сравнение с другими методами
Кристаллы некоторых материалов, производимых с помощью метода Чохральского, не могут быть получены методом бестигельной зонной плавки, и наоборот. Некоторые материалы могут быть получены обоими способами.
В случае кремния слиток, полученный методом зонной плавки, по чистоте обычно существенно превосходит аналогичный, полученный методом Чохральского, но кристаллы, получаемые зонной плавкой, имеют меньшие диаметры, более высокую себестоимость в изготовлении, другое распределение и содержание легирующих и иных примесей, существенных для последующих технологических циклов.